# CNT Supérieur-Recherche
Pour les articles homonymes, voir FAU.
La CNT Supérieur et Recherche (CNT-SR), ex FAU (Formation Action Université), désigne les sections syndicales de la Confédération Nationale du Travail au sein des universités, des écoles supérieures et des laboratoires de recherche. Dans une démarche qu'elles qualifient d'« anti-corporatiste » et contrairement aux autres syndicats, elles regroupent en leurs seins tous les acteurs de la communauté universitaire et de recherche : étudiants et personnels (ingénieurs, administratifs, personnels de bibliothèque, chercheurs, enseignants, etc.).
Il est à noter que les étudiants ne bénéficient pas des droits syndicaux dont peuvent bénéficier les enseignants, les chercheurs où les personnels non enseignants. Malgré ces statuts différents, l'organisation prône l'union dans ce domaine afin de promouvoir une lutte commune de toutes les acteurs de l'enseignement supérieur et de la recherche.
Le syndicat est membre de la Fédération des Travailleurs de l'Éducation.

## Principes
La CNT est un syndicat autogestionnaire qui se réclame du syndicalisme révolutionnaire et de l'anarcho-syndicalisme.
C'est une organisation indépendante de tout parti politique qui refuse la délégation de pouvoir. La CNT-SR refuse le corporatisme et revendique la convergence des luttes.
Elle syndique tous les acteurs de la communauté universitaire et de la recherche, sans distinction de corporation ni de statut.
Elle est opposée à toutes formes de dominations et d'exploitations (racisme, fascisme, sexisme, etc.).
Le mode d'organisation des luttes revendiqué par la CNT est la prise de décision en assemblées générales dans le respect de la démocratie directe.

## Luttes
Les militants de la CNT-SR prennent part aux luttes contre les réformes libérales touchant les universités et les laboratoires de recherche. La CNT FTE est par exemple signataire de l'appel au contre G8 de l’éducation et de la recherche de 2011.
La CNT-SR s'est opposée à différentes réformes à l'université et dans la recherche : contre la réforme ECTS-LMD, le Pacte de la recherche et la création de l'ANR, en 2006 contre la loi pour l'égalité des chances (contrat première embauche, contrat nouvelles embauches), contre le démantèlement des établissements publics de recherche, ou en 2007 et 2009 contre la loi relative aux libertés et responsabilités des universités,,,.
On retrouve aussi la CNT-SR dans les luttes contre la précarité des personnels,,, au côté des personnels vacataires des bibliothèques et des personnels de nettoyage, contre l'évaluation des personnels.
La CNT-SR est également partie prenante de luttes pour la régularisation de tous les étudiants étrangers en situation irrégulière (notamment au sein de RUSF), contre la pénurie de logements étudiants, contre la présence de groupuscules racistes et fascistes sur les campus, contre les mesures sécuritaires et la vidéo-surveillance ,, et pour la mise en place d'universités autogérées.

## Historique
Les premières tentatives d'organisations d'étudiants au sein de la CNT se sont fait jour juste avant mai 1968, principalement à Paris, Toulouse et Marseille, sous l'appellation JSR (Jeunes syndicalistes révolutionnaires). Ces groupes n'ont pas véritablement profité des évènements de mai 68 et ont fini par disparaitre assez rapidement au début des années 1970.
Dans les années 1990, il y a un relatif redémarrage de la CNT via la création de groupes en milieu universitaire, à Caen tout d'abord et à Pau ensuite.
L'acceptation de ces groupes au sein de la CNT en tant que syndicat à part entière fut l'objet de vifs débats, où s'opposaient deux conceptions que l'on retrouvera de nouveau face à face lors de la scission de 1993.
Pour les uns, sur une base plus syndicaliste révolutionnaire, la CNT était avant tout une organisation de travailleurs, dans laquelle les étudiants n'avaient pas leur place en tant que tels. Ils devaient s'organiser à côté - et non dans la CNT.
Pour les autres, sur une conception plus anarchosyndicaliste, avec la massification des études supérieures les étudiants n'étaient plus les futurs cadres du système capitaliste mais des futurs travailleurs en formation et avaient à ce titre leur place à part entière dans la confédération. L'opposition porta également sur le rôle que devait jouer ces syndicats étudiants et sur le rôle de la CNT dans les mouvements sociaux.
Ainsi, les groupes étudiants de Paris (Nanterre, Jussieu) et Grenoble s'étaient ils rapprochés d'autres groupes d'extrême gauche (RED, dissidents de l'UNEF, etc.) pour monter une coordination informelle prête à se déployer en cas d'apparition d'un mouvement étudiant à la prochaine rentrée universitaire.
Lors d'une réunion à Paris au printemps 1992, les divergences tactiques entre les deux blocs (CLE-CNT de Caen, CLE de PAU, Jeunes Libertaires CNT de Toulouse vs Groupes étudiants CNT de Nanterre, Jussieu, de Grenoble) apparurent au grand jour. Pour les premiers, cette tactique était purement gauchiste et manipulatrice.
Après la scission de 1993, le secteur parisien qui avait manifesté son opposition à la création de structures propres révisa sa position de façon à pouvoir intégrer les jeunes en provenance du SCALP première époque, alors en pleine décomposition, et ainsi se doter d'une base militante active nécessaire à leurs projets. 
Ainsi, les premières sections universitaires de la CNT apparaissent vers 1995. Elles étaient appelées FAU (Formation Action Universitaire), certainement pour jouer avec les sigles d'une autre organisation syndicaliste révolutionnaire et anarcho-syndicaliste allemande FAU (Freien Arbeiter Union). Les sections syndicales FAU ont pendant un temps regroupé majoritairement des étudiant(e)s. Elles se sont peu à peu rapprochées des travailleuses et travailleurs de l'enseignement supérieur et de la recherche syndiqué(e)s à la CNT FTE.
À la suite d'une motion votée au congrès de la FTE à Lyon en 2006, dont le but était de renforcer le lien des sections universitaires et de recherche avec la CNT FTE et de réaffirmer une démarche anti-corporatiste (étudiants et travailleurs de l'éducation et/ou de la recherche dans le même syndicat), les sections FAU ont pour la plupart transformées leur nom par SR (Supérieur et Recherche), autre jeu de sigles avec CGT SR pour Syndicaliste Révolutionnaire.
Les sections universitaires de la CNT publient un journal appelé "Coup de Griffes" et participent également à "N'autre école", la publication de la CNT-FTE.